# گروه ۶۱ توپخانه محرم
گروه ۶۱ توپخانه محرم یا گروه موشکی و توپخانه ۶۱ محرم یگان توپخانه و پشتیبانی موشکی نیروی زمینی سپاه پاسداران انقلاب اسلامی است، که ستاد فرماندهی و پادگان آن در شهر تربت حیدریه، خراسان رضوی قرار دارند.
گروه توپخانه ۶۱ محرم در سال ۱۳۶۱ به‌عنوان نخستین یگان توپخانه‌ای سپاه پاسداران (با ۳ عراده توپ ۱۰۵ میلی‌متری که از ارتش گرفته شده بود و چند قبضه توپ ۱۳۰ میلی‌متری غنیمت گرفته شده از نیروهای عراقی) تأسیس شد و نخستین فرمانده آن حسن غازی بود.
این گروه در خلال جنگ ایران و عراق در اغلب عملیات‌های گسترده، حضور داشت و در طول جنگ ۱۳۰ نفر از اعضای آن کشته شدند. گروه ۶۱ محرم در حال حاضر بزرگترین یگان توپخانه‌ای سپاه پاسداران است. هم‌اکنون سرتیپ‌دوم پاسدار ابراهیم ملک‌محمودی فرماندهی گروه ۶۱ توپخانه محرم را برعهده دارد.